# دونكان ليندسي
دونكان ليندسي (بالإنجليزية: Duncan Lindsay)‏ (21 مارس 1903 - 1972) هو لاعب كرة قدم بريطاني (وحمل سابقاً جنسية المملكة المتحدة لبريطانيا العظمى وأيرلندا) في مركز الهجوم. لعب مع نادي بوري ونادي نورثامبتون تاون ونادي بارو.